# Mountain View, Arkansas
Mountain View är administrativ huvudort i Stone County i Arkansas. Mountain View hade 2 748 invånare enligt 2010 års folkräkning.

## Kända personer från Mountain View
- Dick Powell, skådespelare och sångare